# 坎波杜特嫩特
坎波杜特嫩特是巴西巴拉那州的一个市镇。总面积304.489平方公里，总人口6685人，人口密度22人/平方公里。